# Темисто (спътник)
Вижте пояснителната страница за други значения на Темисто.
Темисто е естествен спътник на Юпитер. Темисто е наблюдаван за пръв път от Чарлз Ковал и Елизабет Ремер на 30 септември 1975 г., като му е дадено предварителното означение S/1975 J 1, но впоследствие е изгубен поради недостатъчни наблюдения за установяването на орбитата му.
През 2000 г. екип от астрономи, включващ Скот Шепърд, Дейвид Джуит, Янга Ферндандез и Юждийн Маниер, „открива“ Темисто отново, като този път спътникът получава означението S/2000 J 1. Скоро след повторното откриване е установено, че обектът е същият, който е наблюдаван за пръв път през 1975 г.
Спътникът е кръстен през 2002 г. на името на Темисто, любовница на Зевс от древногръцка митология. Орбитата на Темисто се намира между орбитите на галилеевите спътници и тези на спътниците от групата на Хималия.